# Arón Canet

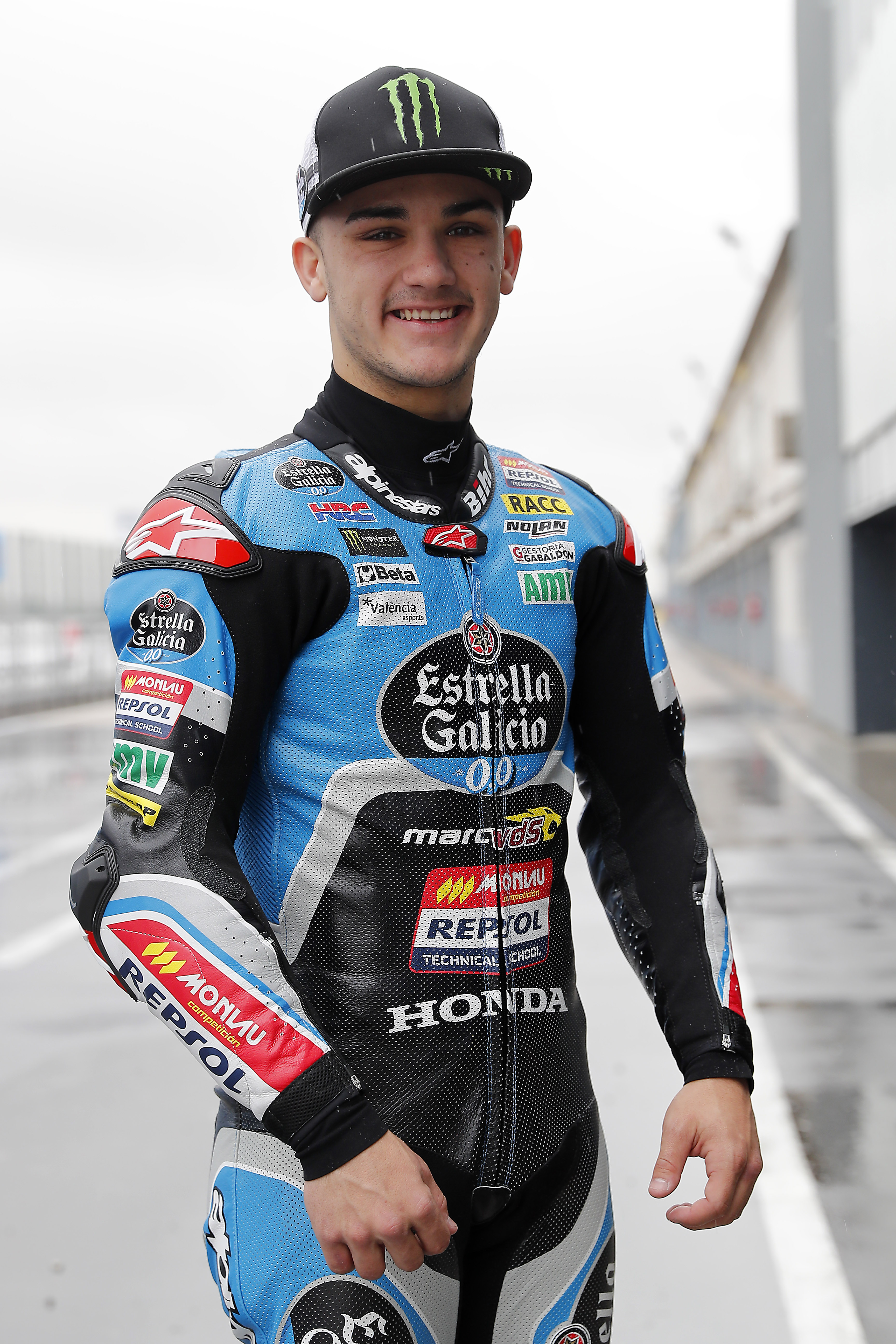
Arón Canet

Arón Canet, född 30 september 1999 i Corbera, är en spansk roadracingförare. Han kör i Moto2-klassen i världsmästerskapen i Grand Prix Roadracing.

## Tävlingskarriär
Canet började köra motorcykel vid tre års ålder. Han körde bland annat minimoto och MiniGP som gosse. Säsongen 2013 körde han spanska pre-Moto3-mästerskapen. 2014 körde han spanska Moto3-mästerskapen och 2015 körde han i juniorvärldsmästerskapen (spanska öppna mästerskapen) i Moto3 för Estrella Galicia 0,0 Junior Team. Han kom trea men var med och slogs om JVM-titeln tills en skada satte stopp för honom.
Till Roadracing-VM 2016 fick Canet kontrakt som förare på en Honda hos Estrella Galicia 0,0 för hela Moto3-säsongen och gjorde VM-debut i Qatars Grand Prix. Han tog sin första pallplats genom tredjeplatsen i Australiens Grand Prix. Canet kom på 15:e plats i VM. Han fortsatte i Moto2 för Estrella Galicia säsongen 2017 och tog sin första Grand Prix-seger 7 maj i Spaniens Grand Prix på Jerezbanan. Han vann även TT Assen och Storbritanniens GP och slutade på tredjeplats i VM. Canet fortsatte hos samma team 2018, men blev utan seger. Han slutade på sjätte plats i VM med fyra andraplatser som böästa resultat. Till säsongen 2019 bytte Canet motorcykel till KTM och stall till Max Biaggis nystartade Sterligada Max Racing Team.

## Framskjutna placeringar
Uppdaterad till 2021-06-12..
| \| Nr \| Grand Prix \| År \| \| -- \| ---------- \| ---- \| \| 1 \| Portugal \| 2021 \| |            |      |
| Nr                                                                                      | Grand Prix | År   |
| 1                                                                                       | Portugal   | 2021 |

| Nr | Grand Prix     | År   |
| -- | -------------- | ---- |
| 1  | Spanien        | 2017 |
| 2  | TT Assen       | 2017 |
| 3  | Storbritannien | 2017 |
| 4  | Amerika        | 2019 |
| 5  | Tjeckien       | 2019 |
| 6  | Aragonien      | 2019 |

| Nr | Grand Prix | År   |
| -- | ---------- | ---- |
| 1  | Frankrike  | 2017 |
| 2  | Qatar      | 2018 |
| 3  | Argentina  | 2018 |
| 4  | TT Assen   | 2018 |
| 5  | Tjeckien   | 2018 |
| 6  | Katalonien | 2019 |

| Nr | Grand Prix | År   |
| -- | ---------- | ---- |
| 1  | Australien | 2016 |
| 2  | Tjeckien   | 2017 |
| 3  | Qatar      | 2019 |
| 4  | Frankrike  | 2019 |
| 5  | Tyskland   | 2019 |